# Aubry I. (Mâcon)
Aubry I. (lat.: Albericus; † wohl 943) war ein Graf von Mâcon im 10. Jahrhundert.
Nach einer Grafenliste aus dem Kartular der Kathedrale Saint-Vincent in Mâcon stammte Aubry aus Narbonne und heiratete Attalane, die Erbtochter des Vizegrafen Raculfi von Mâcon. Nach dem Tod des Bischofs Bernon von Mâcon im Jahr 936 hatte er sich selbst zum Grafen von Mâcon ernannt. Aubry war vermutlich identisch mit dem gleichnamigen Sohn des Vizegrafen Mayeul von Narbonne († 911) und dessen Ehefrau Raymonde.
In zwei weiteren Urkunden desselben Kartulars werden seine Söhne, Graf Liétald II. von Mâcon und Humbert I. von Salins, genannt.
Eine Tochter von Aubry war vermutlich Attala, welche mit dem Grafen Lambert von Chalon verheiratet war.